# Нако Узунов
Нако Ташов (Ташев) Узунов е български революционер, деец на Вътрешната македоно-одринска революционна организация.

## Биография
Нако Узунов е роден в 1870 година в гевгелийското село Гявато. В 1899 година влиза във ВМОРО. Служи като куриер на организацията и войвода на селската милиция. В 1904 година четите на воденския войвода Лука Иванов, гевгелийския Дельо Калъчев и леринския Спиро Олчев, пренасяйки 12 товара оръжие и снаряжение за Воденско и Леринско, са открити при Гявато. Селската милиция, начело с Узунов, се включва в сраженията. Узунов е ранен в лявата ръка и в корема, като остава инвалид с лявата си ръка. Заловен е на другия ден, окован и осъден на 4 години затвор. Изпратен е в Едикуле в Солун, където лежи до Младотурската революция от юли 1908 година, когато е амнистиран с всички политически затворници.
На 29 март 1943 година, като жител на Гявато, подава молба за българска народна пенсия, която е одобрена и пенсията е отпусната от Министерския съвет на Царство България.